# Robert Kustra
Robert Kustra (ur. 7 stycznia 1985) – polski łyżwiarz szybki, wrotkarz, policjant.

## Życiorys
W 2004 ukończył liceum ogólnokształcące o profilu ogólnym w Zespole Szkół nr 2 im. Grzegorza z Sanoka w Sanoku. 
Został łyżwiarzem szybkim w barwach klubu SKŁ Górnik Sanok. Uczestniczył w zawodach mistrzostw Polski, mistrzostw świata, zimowej uniwersjady (2009). W 2015 zakończył zawodniczą karierą łyżwiarską.
Rozpoczął również występy w zawodach wrotkarskich. W tej dyscyplinie w 2013 zdobył złoty medal mistrzostw Polski w półmaratonie. Został także członkiem organu nadzoru Podkarpackiego Okręgowego Związku Łyżwiarstwa Szybkiego i Wrotkarstwa w Sanoku.
W 2013 podjął służbę w Policji w Ustrzykach Dolnych.

## Osiągnięcia
Mistrzostwa Polski
- Mistrzostwa Polski w Łyżwiarstwie Szybkim na Dystansach 2007:
  - brązowy medal w biegu na 10 000 m
  - srebrny medal w wyścigu drużynowym
- Mistrzostwa Polski w Łyżwiarstwie Szybkim na Dystansach 2008:
  - srebrny medal w biegu na 10 000 m
  - srebrny medal w wyścigu drużynowym
  - brązowy medal w biegu na 5000 m
- Mistrzostwa Polski w Łyżwiarstwie Szybkim na Dystansach 2009:
  - srebrny medal w wyścigu drużynowym
- Mistrzostwa Polski w Łyżwiarstwie Szybkim na Dystansach 2011:
  - brązowy medal w wyścigu drużynowym
- Mistrzostwa Polski w Łyżwiarstwie Szybkim w Wieloboju Sprinterskim 2011:
  - srebrny medal w biegu drużynowym
- Mistrzostwa Polski w Łyżwiarstwie Szybkim na Dystansach 2012:
  - srebrny medal w wyścigu drużynowym